# 기호영
기호영(1977년 1월 20일 ~ )은 대한민국의 축구 선수이며, 포지션은 수비수이다.